# I Make My Money With Bananas
I Make My Money With Bananas (em português: Eu Ganho Meu Dinheiro com Bananas) é uma canção escrita por Ray Gilbert e Aloysio de Oliveira em 1947, especialmente para Carmen Miranda. Embora não tenha sido gravada em disco na época, a música foi apresentada em shows nos Estados Unidos até o fim da vida da artista brasileira. Transformando-se em uma de suas marcas registradas, a canção viria a integrar o LP A Pequena Notável nos Palcos da Broadway, lançado pela Odeon Records, a quem foi atribuído.

## Sobre a canção
Já perto do fim de sua vida, Carmen Miranda tentou reconstruir sua identidade e fugir do enquadramento imposto pelos seus produtores e pela indústria, mas sem conseguir grandes avanços. Essa luta a levou a compor a música I Make My Money With Bananas, na qual tenta, de forma irônica, expressar o desejo de ser estereotipada pela indústria para, com isso, ganhar mais dinheiro do que o ator Mickey Rooney. Seu inglês carregado no sotaque foi considerado um sinal de sua ignorância, o que ficou imortalizado pela expressão 'Bananas is my business'. Em vez de entenderem as críticas ao produtor que não a deixava atuar ao lado de estrelas como Clark Gable, o público recebeu a obra como uma evidência de inferioridade cultural e do caráter exótico de suas performances.